# Nitro (niemiecka stacja telewizyjna)
Nitro – niemiecka stacja telewizyjna, która została uruchomiona 1 kwietnia 2012 roku. W ofercie znalazły się amerykańskie seriale, dokumenty, filmy i swoje własne produkcje. Emisja jest prowadzona z satelity Astra 1L.